# Musée de l’émigration française au Canada

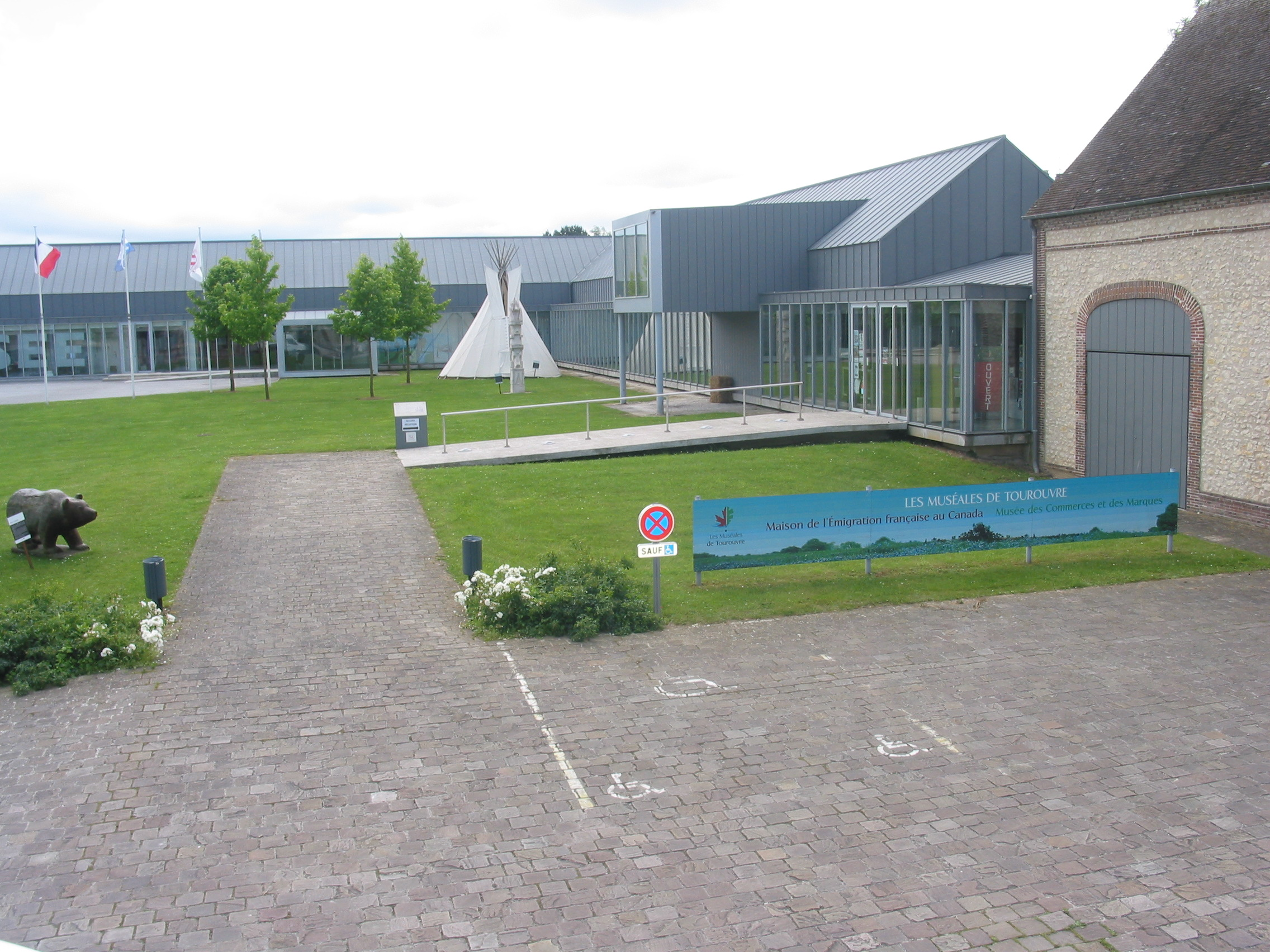
Museumsgebäude 2016

Das Musée de l’émigration française au Canada ist ein Migrationsmuseum und öffnete 2006 in Tourouvre in der Normandie im Gebiet Le Perche.
Die von hier ab dem frühen 17. Jahrhundert nach Nordamerika ausgewanderten Franzosen ließen sich am Sankt-Lorenz-Strom nieder.
Das Museum arbeitet eng mit französischen und kanadischen Universitäten zusammen mit dem Ziel die Umstände der französischen Emigration nach Kanada während des 17. und 18. Jahrhunderts zu präsentieren und die Verbindungen zwischen Frankreich und den französischen Nachfahren in Kanada durch Ausstellungen, Treffen, Kulturveranstaltungen und Ahnenforschung zu festigen.

## Weblink
- offizielle Homepage